# Volersi male
Volersi male è un singolo del cantautore italiano Tananai, pubblicato il 12 ottobre 2018.

## Descrizione
Il brano è il primo lavoro del cantautore milanese dopo l'abbandono dello pseudonimo "Not for Us", il quale ha curato i testi, la composizione e la produzione.

## Video musicale
Il video musicale, diretto da Olmo Parenti e Marco Zannoni, è stato pubblicato il 17 gennaio 2019 attraverso il canale YouTube del cantautore.

## Tracce
Testi e musiche di Alberto Cotta Ramusino.
1. Volersi male – 3:48